# Spherillo punctatus
Spherillo punctatus is een pissebed uit de familie Armadillidae. De wetenschappelijke naam van de soort is voor het eerst geldig gepubliceerd in 2007 door Nunomura.